# Swalla
Swalla è un singolo del cantautore statunitense Jason Derulo, pubblicato il 24 febbraio 2017 come primo estratto dal quinto album in studio Nu King.
Il singolo ha visto la collaborazione della rapper trinidadiana Nicki Minaj e del rapper statunitense Ty Dolla Sign.

## Accoglienza
Justin Ivey di XXL ha lodato soprattutto la Minaj. Joshua Espinoza di Complex ha scritto che "Jason e Ty gestiscono bene i loro versi, ma Nicki è sicuramente la star", dicendo anche che la canzone "ha sicuramente un potenziale". Anche Rap-Up ha elogiato il verso della Minaj dicendo che "finisce la traccia con un terzo e ultimo versetto che molti presumuno sia un altro colpo velato a Remy Ma".

## Tracce
1. Swalla (feat. Nicki Minaj and Ty Dolla Sign) – 3:36

## Classifiche

### Classifiche settimanali
| Classifica (2017) | Posizione massima |
| ----------------- | ----------------- |
| Australia         | 17                |
| Austria           | 9                 |
| Belgio (Fiandre)  | 9                 |
| Belgio (Vallonia) | 21                |
| Brasile           | 29                |
| Canada            | 15                |
| Danimarca         | 19                |
| Finlandia         | 10                |
| Filippine         | 9                 |
| Francia           | 5                 |
| Germania          | 4                 |
| Irlanda           | 9                 |
| Italia            | 14                |
| Lussemburgo       | 9                 |
| Norvegia          | 12                |
| Nuova Zelanda     | 7                 |
| Paesi Bassi       | 5                 |
| Portogallo        | 4                 |
| Repubblica Ceca   | 19                |
| Slovacchia        | 15                |
| Spagna            | 9                 |
| Stati Uniti       | 29                |
| Svezia            | 8                 |
| Svizzera          | 14                |
| Regno Unito       | 6                 |

### Classifiche di fine anno
| Classifica (2017) | Posizione |
| ----------------- | --------- |
| Brasile           | 82        |
| Perù              | 39        |